# 海鮮熟成
海鮮熟成，是一種提升水產品風味與質地的食物處理手法。

## 作用原理
所有生物體內都含有一定的酵母、細菌，熟成是利用生物死後體內的天然酵母，去分解生物的蛋白質、脂肪，轉化成為胺基酸、糖分、谷氨酸，而產生烹飪品評時的香氣、甜味、回甘。
生物肉體主要成分為骨骼、肉體的組織、水、油，針對油脂含量高的水產品，水份佔比約為70%↑，油脂約為14%，透過熟成加工，水分會流失約10~15%，相對的肉體組織與油脂的佔比拉高，讓組織更緊實、口感更滑順香甜，而水份內魚的風味沒有因為水份留失而減少，反而被濃縮，藉此提升料理後的魚鮮味。
酵母運作過程中，會破壞組織，讓肉的纖維崩解，變的更鬆軟。
1. ↑  .   [2015-02-26]. （原始内容存档于2016-03-05）.
2. ↑  .   [2015-02-26]. （原始内容存档于2015-02-26）.